# Георгій Сінкелл
Георгій Сінкелл (грец. Γεώργιος Σύγκελλος) — візантійський історик на межі VIII—IX ст., автор відомої хроніки, мав церковний чин сінкелла.
Точний час життя Георгія не встановлено. Всі біографічні дані відомі з його «Хроніки» і частково збереглися у свідченнях сучасників. Монах Георгій був особистим секретарем константинопольського патріарха Тарасія (784—806) — сінкеллом (грец. συνκέλλος; буква. «сокелейник»), через що був прозваний пізніми істориками умовне прізвисько Сінкелл. Після смерті патріарха він пішов у монастир, де, ймовірно, і склав свою історичну працю. Відомо, що в 810 році він був ще живий, оскільки згадав 6302 літо від створення світу як поточний рік. Після смерті Георгія «Хроніка» була продовжена його другом Феофаном Сповідником, який також виступав проти іконоборців.

## «Хроніка» Георгія Сінкелла
Хроніка («Вибрана хронографія», або «Витяги з Хронографії», Ἐκλογὴ Χρονογραφίας) Георгія Сінкелла складена ним у вигляді масштабної компіляції історичних відомостей з різних джерел. Вона починається від створення світу і доведена до приходу до влади римського імператора Діоклетіана, 284 роки н. е., або 5792 року від створення світу.
Матеріал для хроніки Георгій Сінкелл черпав з книг Біблії, творів Йосипа Флавія та інших стародавніх авторів.
У порівнянні з іншими візантійськими хроніками Георгій Сінкелл ввів хронологічні обчислення за відліком років згідно з давньогрецькими олімпіадами для подій греко-римської історії.
Для узгодження з історією інших країн Георгій Сінкелл запозичує дані зі складених Євсевієм Кесарійським таблиць, які походять від різних істориків, в тому числі давньоєгипетського жерця Манефона і вавилонянина Беросса (по праці Секста Юлія Африкана). Встановивши хронологію і погодивши її з біблійної, Сінкелл має події по роках.

## «Хроніка» Георгія Сінкелла в слов'янській спадщині
Зараз відомі тільки давньоруські джерела, що містять старослов'янський переклад скороченого ізводу «Хронографії» Георгія Сінкелла. У перекладі ця хроніка отримала назву «Початок і благословення і про діла Божих і про чудеса його». Переклад хроніки, імовірно, був виконаний в кінці XI століття. Однак, на його походження є кілька думок.
Спочатку, дослідники припускали, що переклад був здійснений на Русі (може бути й болгарським перекладачем). Так, на думку академіка Василя Істріна переклад хроніки Сінкелла на старослов'янську мову міг з'явитися в Стародавній Русі у домонгольські часи. Пізніше з'явилася думка (болгарських дослідників), що переклад міг здійснитися в Болгарії. До цього приєдналися і деякі російські вчені.
Через стислість свого викладу, на Русі перекладена хроніка Георгія Сінкелла отримала мале поширення (в порівнянні з перекладними хроніками Іоанна Малали і особливо Георгія Амартола). Однак, в деяких давньоруських творах збереглися витяги з хроніки Сінкелла. Відомо кілька її давньоруських списків і копій з них XV і XVI століть (вони знаходяться в архівах в Російській державній бібліотеці (РДБ), Російській національній бібліотеці (РНБ), Бібліотеці Російської академії наук (БАН) і Державному Історичному музеї (ДІМ)).
Старослов'янський ізвод хроніки Сінкелла відрізняється значними скороченнями в біблійній частині. На початку він містить значний витяг з Хронографії Секста Юлія Африкана. У хронографічних же давньоруських збірниках, де міститься переклад хроніки Сінкелла, вона продовжується невеликим перекладним уривком з Хронографії Феофана Сповідника (про час до воцаріння імператора Костянтина Великого).

Витяг зі старослов'янського перекладу хроніки Сінкелла:

«Ахазу царюющю в Иерусалимѣ первое лѣто, олумпия первая быс[ть]. В пятое лѣто Ахазоу бѣаше олимпия вторая егда Ромоуилъ и Ромъ родиста. Ахазово бо с перваго лѣт[а] олимпиада еллинскы начинають ся чисти. Соберуть ся лѣта оубо от Адама даж и до римьскаго единовластьства лѣт всѣх ЕУЛГ [5433 лет].»

## Видання
- Georgii Syncelli. Ecloga chronographica / Ed. A. Mosshammer. — Leipzig: Teubner, 1984. — XXXVII, 507 S. — (Bibliotheca scriptorum Graecorum et Romanorum Teubneriana).
- Georgios Synkellos. The Chronography: A byzantine chronicle of universal history from the Creation / Transl. by W. Adler, P. Tuffin. — Oxford: Oxford University Press , 2002. — LXXXVIII, 638 p. (англ. пер.)
- Краткий Троицкий хронограф конца XIV — начала XV в. / [Публ.] Т. Л. Вилкул // Ruthenica. — К., 2007. — VI. — С. 371—396.
- Начало богословлении и о делех бжиих и о чюдесех // Тотоманова А.-М. Славянската версия на Хрониката на Георги Синкел: (Изд. и комментар). — София: Ун-т. изд-во «Св. Климент Охридски», 2008. — С. 25—198.
- Начало богословлении и о делех бжиих и о чюдесех: Славянска версия на хрониката на Георги Синкел // Тотоманова А.-М. Славянската версия на Хрониката на Георги Синкел: (Изд. и коментар). — София, 2008.